# Deutsch-Schwedische Handelskammer

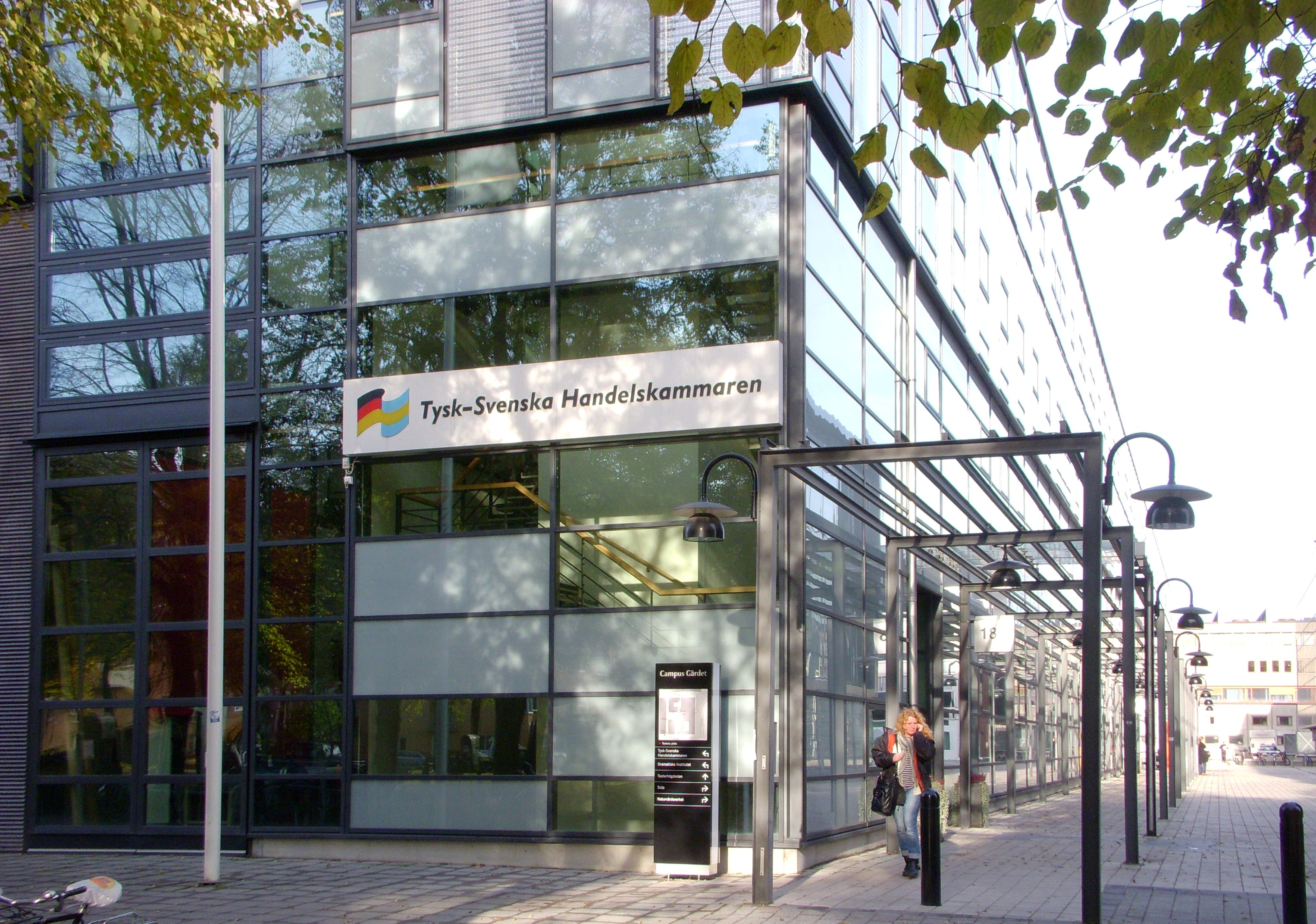
Das Büro der Deutsch-Schwedischen Handelskammer in Stockholm.

Die Deutsch-Schwedische Handelskammer (DSHK, schwedisch: Tysk-Svenska Handelskammaren) wurde im Jahre 1951 gegründet und fördert seitdem die Wirtschaftsbeziehungen zwischen Deutschland und Schweden. Die Deutsch-Schwedische Handelskammer ist Teil des Netzwerkes der deutschen Auslandshandelskammern (AHK), welche weltweit an 140 Standorten in über 90 Ländern ihre Erfahrungen, Verbindungen und Dienstleistungen sowohl deutschen als auch ausländischen Unternehmen anbieten. AHKs sind in allen Ländern vertreten, die für die deutsche Wirtschaft von besonderem Interesse sind.
Die Hauptaufgabe der Deutsch-Schwedischen Handelskammer ist die bilaterale Förderung, Vertiefung und Ausweitung der Wirtschaftsbeziehungen sowie die Vertretung der Interessen der deutsch-schwedischen Wirtschaft. Sie vermittelt Kontakte, Adressen und hilft bei Vertragsabschlüssen.
Die Deutsch-Schwedische Handelskammer verfügt über ein engmaschiges internationales Netzwerk, und als Kunde oder Mitglied profitieren Unternehmen von den Verbindungen zu Entscheidungsträgern aus Unternehmen, Politik und Verbänden. Unter den etwa 1200 Mitgliedsunternehmen aus beiden Ländern finden sich bekannte Firmen aus beiden Ländern wie Vattenfall, E.ON, Volvo, Volkswagen, DB Schenker, Siemens, Deutsche Bank sowie SEB.
Neben dem Hauptsitz in Stockholm hat die Handelskammer weitere Niederlassungen in Malmö und Göteborg.

## Aufgaben
Für Unternehmen aus Deutschland leistet die Deutsch-Schwedische Handelskammer Unterstützung und Hilfe bei:
- Importen aus Schweden
- Exporten nach Schweden
- Investitionen in Schweden
- der Suche nach Mitarbeitern und Führungskräften
- der Vermittlung von Geschäftspartnern
- der Erstellung von Marktuntersuchungen
- rechtlichen Fragen
- der Umsatzsteuerveranlagung
- der Lohn- und Finanzbuchhaltung
- Entsorgungsverpflichtungen für Verpackungen, elektrische und elektronische Geräte sowie Batterien